# 葛里芬·坎寧
葛里芬·亞歷山大·坎寧（英語：Griffin Alexander Canning，1996年5月11日—），為美國職棒大聯盟的投手，目前效力於紐約大都會，他先前曾效力於天使和勇士兩隊。

## 職業生涯

### 洛杉磯天使
2017年美國職棒大聯盟選秀，天使在第二輪47順位選進坎寧。
2019年4月30日，坎寧登上大聯盟，主投4.1局送出6次三振。不過他第一年就大小傷勢不斷，最後球隊在8月22日宣布將他提前關機。這年他拿下5勝6敗，防禦率4.58。
2020年，坎寧拿下2勝3敗，防禦率3.99。他在16次守備機會僅發生1次失誤，這也讓他獲得美聯投手的金手套獎。
2021年，坎寧拿下5勝4敗，防禦率5.60。這也讓他在7月3日被球隊下放到3A。8月10日，他因為後背疲勞性骨折而導致球季報銷，連帶2022年球季也一樣無法上場。
2023年1月13日，坎寧與天使簽下1年85萬美元的合約。

## 個人生活
坎寧從小就是天使球迷。

## 外部連結
- 球員資訊和成績在MLB ，ESPN ，Retrosheet ，Baseball Reference ，Baseball Reference (Minors) ，Fangraphs ，The Baseball Cube （英文）
- 葛里芬·坎寧的X（前Twitter）
- 葛里芬·坎寧在台灣棒球維基館上的頁面（繁體中文）